# Jonathan Raymond

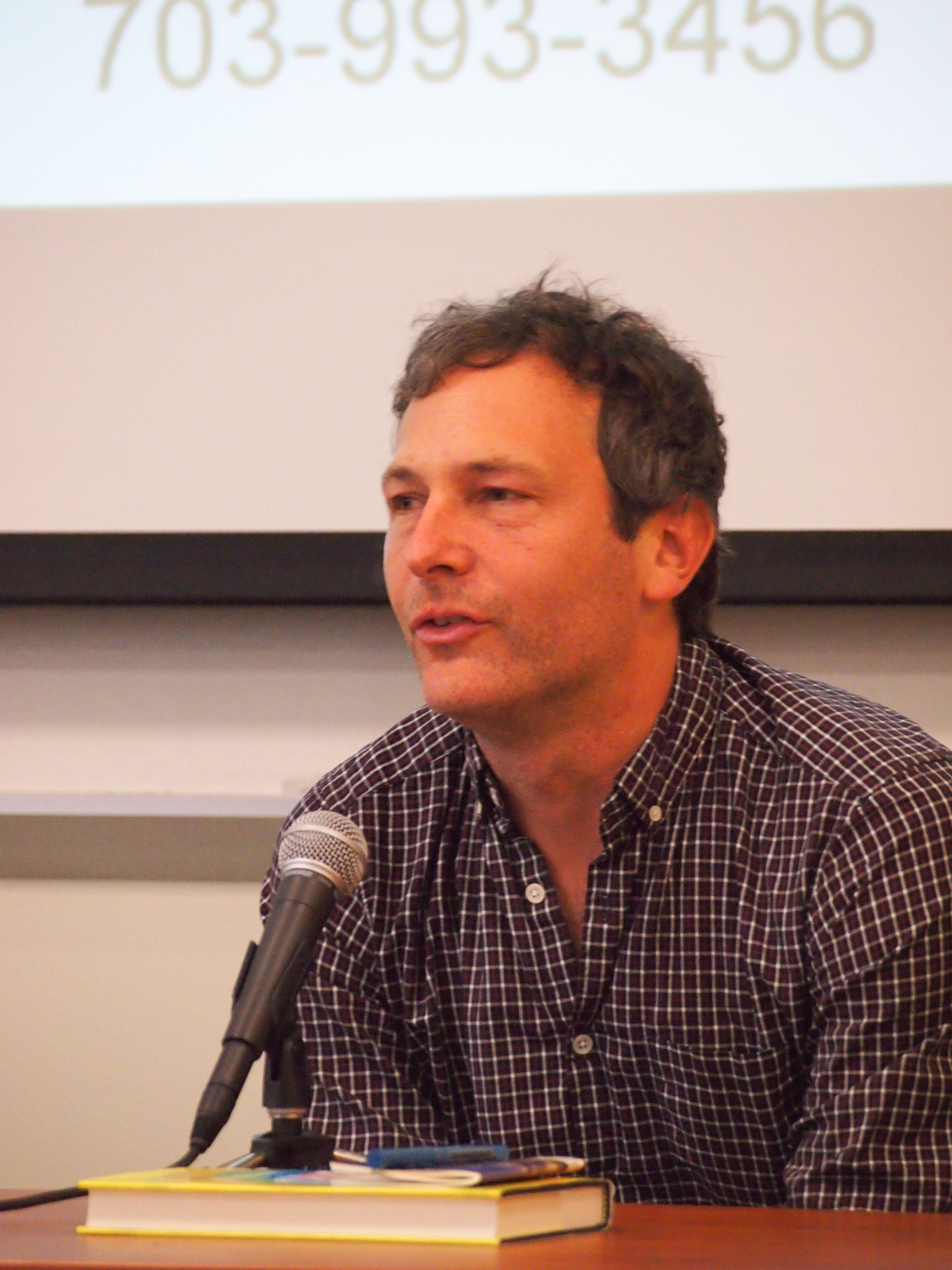
Jonathan Raymond

Jonathan Raymond – amerykański pisarz mieszkający w Portlandzie, w Oregonie. Jego najbardziej znane powieści to The Half-Life i Rain Dragon. Autor współpracował także jako scenarzysta filmów Kelly Reichardt – Old Joy (2006), Wendy and Lucy (2008) – opartych na jego opowiadaniach, a także Meek's Cutoff (2010), Night Movies (2013) oraz Pierwsza krowa (2019) – oparty na powieści The Half-Life.